# NGC 6054
NGC 6054是在星座武仙座 的一個棒狀透鏡星系，距離太陽系大約4.6億光年。它是天文學家路易斯·斯威夫特於1886年6月278日發現。然後，天文學家紀堯姆·比古爾當於1888年6月1日重新發現了它。PGC 57073經常被誤認為是NGC 6054。NGC 6054是武仙座星系團的成員之一。

## 外部連結
- WikiSky上关于NGC 6054的内容：DSS2, SDSS, GALEX, IRAS, 氢α, X射线, 天文照片, 天图, 文章和图片
- http://ngcicproject.org/NGC/NGC_60xx/NGC_6054.htm 的存檔，存档日期2018-08-30.
- http://www.astronomy-mall.com/Adventures.In.Deep.Space/NGC%206000%20-%206999%20(11-30-17).htm